# Luís Armando II, Príncipe de Conti
Luís Armando de Bourbon (em francês: Louis-Armand de Bourbon,Versalhes, 10 de novembro de 1695 – Paris, 4 de maio de 1727) foi um nobre francês e Príncipe de Conti.
Foi intitulado Príncipe de Orange pelo rei Luís XIV de França em 1712.

## Vida
Luís Armando nasceu em 10 de novembro de 1695 em Versalhes, ele era filho de Francisco Luís, Príncipe de Conti e sua esposa Maria Teresa de Bourbon. Doente e fraco durante toda a vida, ele serviu na Guerra de Sucessão Espanhola sob o comando do Marechal Villars, mas nunca conseguiu alcançar os sucessos militares de seu pai. No entanto, ele se tornou marechal de campo em 1713. Ele também foi governador do Poitou e membro do Conselho de Governo e Militar.
No colapso da fraude de ação de Lawschen ele ficou muito rico.

## Descendência
Com a esposa Luísa Isabel de Bourbon, Luís Armando teve 5 filhos, dos quais apenas dois sobreviveram a infância:
1. Luís de Bourbon, Conde de La Marche (1715 – 1717), morreu na infância.
2. Luís Francisco de Bourbon (1717 – 1776), sucedeu o pai como Príncipe de Conti.
3. Luís Armando  de Bourbon, Duque de Mercœur (1720 – 1722), morreu na infância.
4. Carlos  de Bourbon, Conde de Alais (1722 - 1730), morreu na infância.
5. Luísa Henriqueta de Bourbon (1726 – 1759), casou-se com Luís Filipe de Orleães, Duque de Chartres.

## Títulos e estilos
- 10 de novembro de 1695 – 9 de fevereiro de 1709: Sua Alteza Sereníssima, o Conde de La Marche
- 9 de fevereiro de 1709 – 4 de maio de 1727: Sua Alteza Sereníssima, o Príncipe de Conti